# Benthofascis biconica
Benthofascis biconica é uma espécie de gastrópode do gênero Benthofascis, pertencente a família Conorbidae.